# دهستان حومه (بم)
دهستان حومه، یکی از دهستان‌های بخش مرکزی شهرستان بم در استان کرمان ایران است. مرکز این دهستان، روستای خواجه عسکر است.

## جمعیت
بر پایه سرشماری عمومی نفوس و مسکن در سال ۱۳۹۵، جمعیت دهستان حومه برابر با ۱۰٬۶۸۶ نفر بوده‌است.